# Żabowo (Trzebuń)
Żabowo (dodatkowa nazwa w j. kaszub. Żabòwò) – część wsi Trzebuń w Polsce, położona w województwie pomorskim, w powiecie kościerskim, w gminie Dziemiany, w kompleksie leśnym Borów Tucholskich. Wchodzi w skład sołectwa Trzebuń.
W latach 1975–1998 Żabowo położone było w województwie gdańskim.